# زیست‌انباشتگی

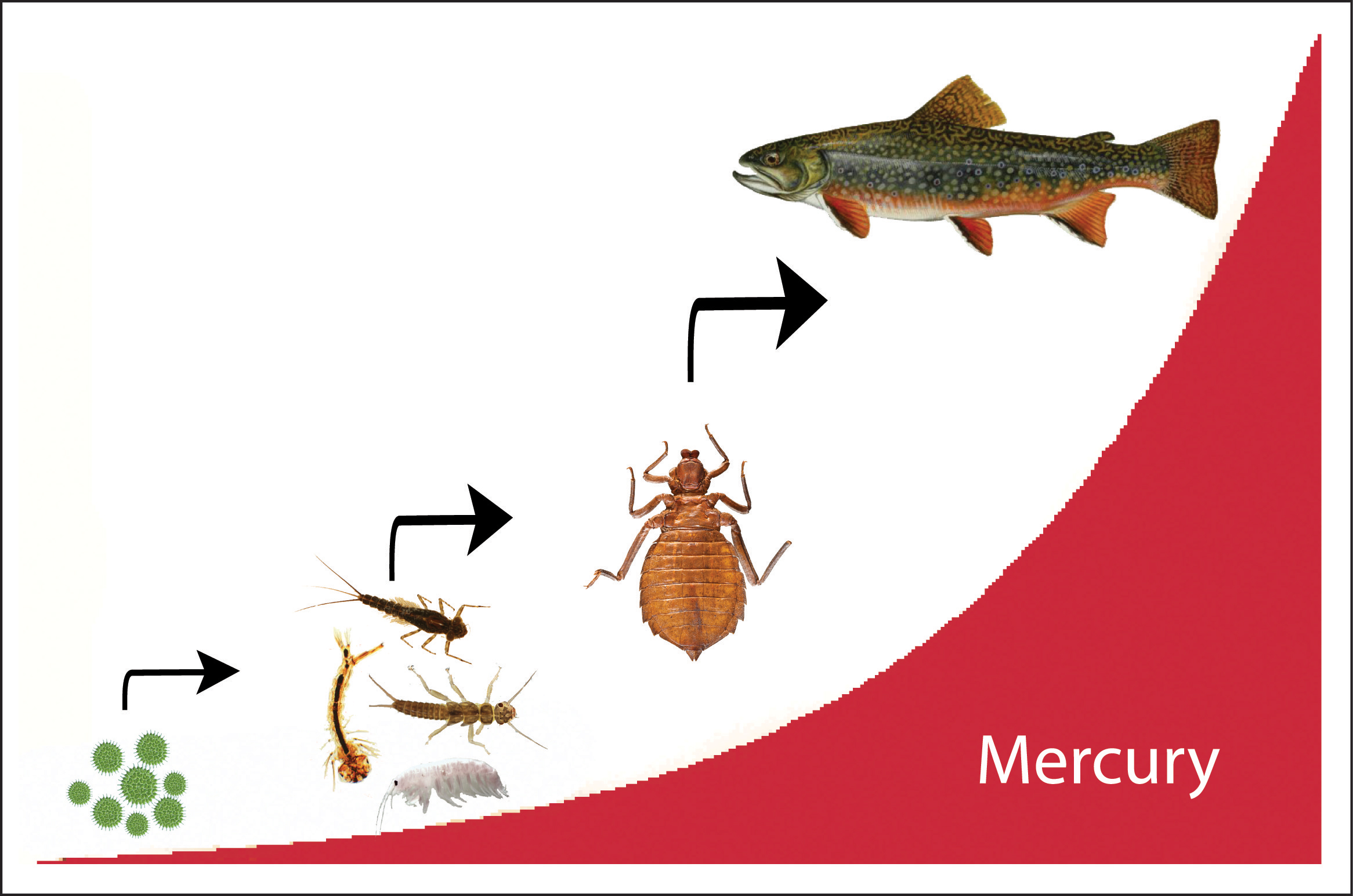
زیست‌انباشتگی جیوه در زنجیره غذایی

زیست‌انباشتگی (به انگلیسی: Bioaccumulation) به انباشتگی موادی مانند آفت‌کش‌ها یا دیگر مواد شیمیایی در [یاخته‌ها و بافت‌های] یک جاندار گفته می‌شود. زیست‌انباشتگی هنگامی رخ می‌دهد که سرعت جذب یک ماده در یک جاندار تندتر از سرعت از دست دادن آن می‌شود.
هرچه نیمه عمر یک مادهٔ سمی بیشتر باشد، خطر مسمومیت‌زایی آن بالاتر می‌رود، حتی اگر غلظت آن مادهٔ سمی در طبیعت بالا نباشد.